# Hallburg (Bad Reichenhall)
Die Hallburg ist eine abgegangene Höhenburg und ein Bodendenkmal auf dem 550 m ü. NN liegenden „Streitbichl“ (früher auch: „Streitbühl“) in Bayerisch Gmain im Landkreis Berchtesgadener Land. Sie befand sich oberhalb der heute noch vorhandenen Burg Gruttenstein.

## Geschichte
Nachdem 1196 der Erzbischof Adalbert von Salzburg die Stadt Reichenhall zerstört und die Burg Gruttenstein geschleift hatte, errichtete er auf dem Streitbichl – in Sichtweite der Reste von Gruttenstein – die Hallburg zur Demonstration seiner Macht über die Stadt. Die Burg war mehrfach Ausstellungsort von Urkunden, bis sie 1262 vom Bayernherzog, der 1218 Gruttenstein wieder aufgebaut hatte, zerstört wurde. 

## Beschreibung

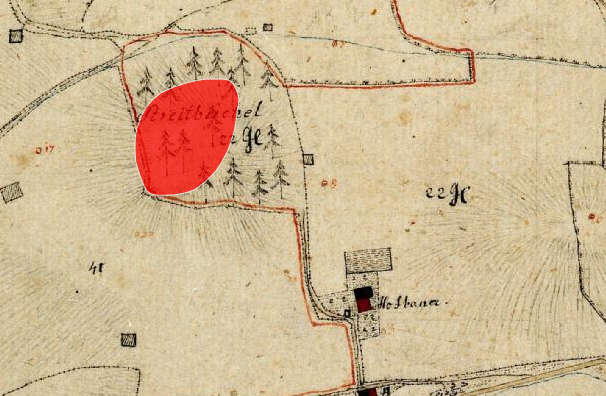
Lageplan der Hallburg (Bad Reichenhall) auf dem Urkataster von Bayern

Sie bestand aus einer Turmhügelburg (Motte) und einer Erd-Ringwallanlage mit Holzpalisaden und wurde 1144 als „castrum Halle“ erstmals erwähnt. Von der ovalen ehemaligen Burganlage mit einem inneren und äußeren Ringwall wurden um 1900 die letzten Überreste bis auf geringe Bodenreste abgetragen. Der Burgstall ist heute ein Bodendenkmal.
Der Name Streitbichl kommt nicht daher, dass um diesen Bichl (ein Hügel) gestritten wurde, sondern weil in früheren Zeiten die umliegende Bevölkerung dort im Herbst die Blätter als Einstreu gesammelt hat. Aus dem Streubichl wurde dann im Laufe der Zeit der heutige Streitbichl.
Die Anlage ist als Bodendenkmal, „Burgstall des hohen Mittelalters (‚Hallburg‘)“ in die Denkmalliste eingetragen.

## Sonstiges
Die Hallburg ist eine Station auf dem Reichenhaller Burgenweg. Dieser knapp 30 km lange Rundwanderweg führt zu 17 Burgen, Schlössern und Befestigungsanlagen in Bad Reichenhall und den umliegenden Gemeinden.